# Plata coloidal
La plata coloidal es un coloide que consiste en partículas de plata cargadas eléctricamente, con un tamaño de entre 1 y 10 nm de diámetro. La estabilización en presentaciones comerciales se ha hecho con albúmina y grenetina vegetal, aunque actualmente se utilizan otros compuestos para estabilizar el coloide. A pesar de que no existe evidencia de que la plata coloidal sea efectiva como tratamiento médico o de que su consumo sirva para prevenir alguna condición médica y de que su uso es riesgoso, esta es comercializada como un supuesto tratamiento para diversas afecciones médicas.

## Historia
Las formulaciones que contienen sales de plata fueron utilizadas por los médicos a principios del siglo XX, pero su uso se interrumpió en gran medida en la década de 1940 tras el desarrollo de los antibióticos modernos.
Antes de la introducción de los antibióticos modernos, la plata coloidal se usaba como germicida y desinfectante. Con el desarrollo de los antibióticos modernos en la década de 1940, disminuyó el uso de plata como agente antimicrobiano. La sulfadiazina de plata (SSD) es un compuesto que contiene plata combinada con el antibiótico sulfadiazina sódica, que se desarrolló en 1968.
Desde aproximadamente 1990, ha habido un resurgimiento de la promoción de la plata coloidal como suplemento dietético, comercializado con afirmaciones sin sustento de que es un suplemento mineral esencial, o que puede prevenir o tratar numerosas enfermedades, como el cáncer, la diabetes, artritis, VIH / SIDA, herpes y tuberculosis. No hay evidencia médica que respalde la eficacia de la plata coloidal como tratamiento para ninguna de estas condiciones.
En México, la plata coloidal se usó como bactericida a partir del brote de cólera en 1993. Existen varias presentaciones comerciales, y se emplean principalmente como desinfectantes de agua, frutas y verduras. El éxito en su aceptación por parte de la población se debe a sus propiedades organolépticas, ya que no presenta sabor, color ni olor, además de su fácil manejo.

## Riesgos y efectos adversos
Aunque la toxicidad de la plata es baja, el cuerpo humano no tiene un uso biológico para la plata y cuando se inhala, ingiere, inyecta o aplica topicamente, la plata se acumula irreversiblemente en el cuerpo, particularmente en la piel. Su uso crónico combinado con la exposición a la luz solar puede dan como resultado una afección desfigurante conocida como argiria en la que la piel se vuelve azul o gris azulada. Recientemente, se ha informado que al variar la estructura de las nanopartículas de plata es posible aumentar drásticamente la excreción de iones de plata y reducir su acumulación en el cuerpo.
La argiria localizada puede ocurrir como resultado del uso tópico de cremas y soluciones que contienen plata, mientras que la ingestión, inhalación o inyección puede resultar en argiria generalizada.
Un incidente de argiria llamó la atención del público en 2008, cuando un hombre llamado Paul Karason, cuya piel se puso azul debido al uso prolongado de plata coloidal durante más de 10 años como supuesto tratamiento contra dermatitis, apareció en el programa " Today " de NBC. Su caso ha sido retomado por diversos medios periodísticos en los que se lo compara con el personaje "Papá pitufo".
Otro ejemplo es el político de Montana Stan Jones, cuyo consumo intencional de plata coloidal fue una medida auto-prescrita que tomó en respuesta a sus temores infundados de que el problema del año 2000 causara una escasez de antibióticos, un evento que no ocurrió.
La plata coloidal puede interactuar con algunos medicamentos recetados, reduciendo la absorción de algunos antibióticos y la tiroxina, entre otros.
La plata coloidal está considerada un xenobiótico. A partir de su uso como desinfectante se ha estudiado su efecto sobre las vías metabólicas de neutralización de tóxicos y excreción, y se conocen sus efectos antigénicos, así como que actúa como un disruptor hormonal, de forma parecida a sustancias como el bisfenol A.
Algunas personas son alérgicas a la plata y el uso de tratamientos y dispositivos médicos que contienen plata está contraindicado para estas personas.

## Efectividad
Los productos de medicina alternativa que contienen plata coloidal no son seguros ni eficaces.
La plata no es un mineral esencial para el ser humano; no existe un requerimiento dietético de plata y, por lo tanto, no existe tal cosa como una "deficiencia" de plata.
No hay evidencia de que la plata coloidal sea efectiva como tratamiento médico o de que su consumo sirva para prevenir alguna condición médica o enfermedad, y en cambio su consumo puede causar efectos secundarios graves y potencialmente irreversibles como la argiria.
En 2002, la Administración de Productos Terapéuticos de Australia (TGA) determinó que no existían usos médicos legítimos para la plata coloidal ni pruebas que respaldaran las afirmaciones publicitarias de quienes lo comercializan.
El Centro Nacional de Salud Complementaria e Integrativa de EE. UU. (NCCIH) advierte que las afirmaciones publicitarias sobre la plata coloidal no tienen respaldo científico, que el contenido de plata de los suplementos comercializados varía ampliamente y que los productos de plata coloidal pueden tener efectos secundarios graves como la argiria.
En 2009, la USFDA emitió una advertencia de "Aviso al consumidor" sobre los posibles efectos adversos de la plata coloidal, y dijo que "... no existen medicamentos con receta o de venta libre (OTC) comercializados legalmente que contengan plata que sean consumidos de forma oral."
Quackwatch afirma que no se ha encontrado que los suplementos dietéticos de plata coloidal sean seguros ni efectivos para el tratamiento de ninguna afección.
Consumer Reports enumera la plata coloidal como un "suplemento a evitar" y la describe como "probablemente insegura".
Los Angeles Times declaró que "la plata coloidal como panacea es un fraude con una larga historia, con charlatanes que afirman que podría curar el cáncer, el SIDA, la tuberculosis, la diabetes y muchas otras enfermedades".
El Centro Nacional de Medicina Complementaria y Alternativa (NCCAM) asegura que no hay estudios que demuestren la efectividad o utilidad de la plata coloidal que, según aseguran quienes la comercializan, tiene para la salud.
La Clínica Mayo afirma que no hay, ningún estudio que demuestre que esta sustancia tiene algún beneficio para la salud.
Se ha encontrado que la inyección intraperitoneal de nanopartículas de plata tiene efectividad como antiinflamatorio en postoperatorio en cirugía abdominal, sin embargo, las nanopartículas fueron obtenidas por medio distinto al electrolítico con el que se obtienen las preparaciones que se ofrecen como panacea, y no se administraron por vía oral.

## Aspectos legales
Dependiendo de la demarcación, puede ser ilegal comercializar la plata coloidal para prevenir o tratar el cáncer, y en algunas jurisdicciones es totalmente ilegal vender plata coloidal para el consumo humano.
En 2015, un hombre en Reino Unido fue procesado y declarado culpable en virtud de la Ley contra el cáncer de 1939 por vender plata coloidal con afirmando que podría tratar el cáncer.
En agosto de 1999, la FDA de EE. UU. Prohibió a los vendedores de plata coloidal afirmar cualquier valor terapéutico o preventivo del producto. Sin embargo, debido a los estándares regulatorios más flexibles que se aplican a los suplementos, los productos que contienen plata continúan promoviéndose como suplementos dietéticos en los EE. UU.
La FDA ha emitido numerosas cartas de advertencia a sitios de Internet que han seguido promocionando la plata coloidal como antibiótico o para otros fines médicos. Sin embargo, a pesar de los esfuerzos de la FDA, los productos de plata siguen estando ampliamente disponibles en el mercado hoy. Una revisión de sitios web que promocionan aerosoles nasales que contienen plata coloidal sugirió que la información sobre los aerosoles nasales que contienen plata en Internet es engañosa e inexacta. La plata coloidal también se vende en algunos cosméticos tópicos, así como en algunas pastas dentales, que están reguladas por la FDA como cosméticos (distintos de los ingredientes de medicamentos que hacen afirmaciones médicas).

### Productos fraudulentos comercializados durante el brote de COVID-19
La Administración de Alimentos y Medicamentos de EE. UU. Ha emitido cartas de advertencia a empresas, incluidos los comercializadores de plata coloidal, por vender productos con afirmaciones falsas y engañosas para prevenir, tratar, mitigar, diagnosticar o curar el COVID-19.
En 2020, el televangelista y estafador convicto Jim Bakker fue demandado por el fiscal general de Misuri por comercializar productos de plata coloidal y hacer afirmaciones falsas sobre su efectividad contra COVID-19. El fiscal general de Nueva York envió una orden de cese y desista a Bakker y otros sobre sus acciones relacionadas con vender productos no probados lo cual comparó con vender "aceite de serpiente", y la Administración de Alimentos y Medicamentos también advirtió a Bakker sobre sus acciones.
La oficina del fiscal general de Nueva York también advirtió al controvertido presentador de programas web, podcaster y teórico conspirativo, Alex Jones que dejara de comercializar sus productos con infusión de plata coloidal (pasta de dientes, enjuague bucal, suplementos dietéticos, etc.) porque hacía afirmaciones no comprobadas de su capacidad para proteger contra el COVID-19.